# Salah Akacha
Pour les articles homonymes, voir Akacha.
Salah Akacha, né le 3 septembre 1914 et décédé le 26 février 2008, est un footballeur tunisien.
Il évolue durant toute sa carrière au poste de milieu de terrain au sein du Club africain.
Salah Akacha est le frère jumeau de Hassen Akacha.

## Carrière
- 1925-1949 : Club africain (Tunisie)

## Palmarès
- Champion de Tunisie : 1947, 1948
- Champion de Tunisie (promotion d'honneur) : 1937[2]

## Sélections
- 10 matchs internationaux[1]